# José Luis García Delgado
José Luis García Delgado (Madrid, 1944) és un economista, historiador de l'economia i professor universitari espanyol, acadèmic de la Reial Acadèmia de Ciències Morals i Polítiques.

## Biografia
Llicenciat en Dret i Ciències Econòmiques, el 1967 va ingressar com a professor en la Universitat Complutense de Madrid on va aconseguir la càtedra d'economia aplicada el 1982 i en la Universitat d'Oviedo. De 1995 a 2005 va ser rector de la Universitat Internacional Menéndez Pelayo, qui el 2008 el va nomenar rector honorari.
De 1989 a 1992 fou director de la Biblioteca d'Economia de l'Editorial Espasa Calpe i des de 1993 de la Biblioteca d'Economia i Empresa de l'Editorial Civitas. El 1993 fou cofundador de l'editorial Marcial Pons.
Els seus treballs publicats s'han centrat en el procés d'industrialització de l'economia espanyola al segle xx. És acadèmic de la Reial Acadèmia de Ciències Morals i Polítiques des de 2002. És doctor Honoris Causa per la Universidat d'Oviedo (1994), Universitat de Lima (1999) i la Universitat de Buenos Aires (2002). En 2003 va rebre la Medalla d'Honor de la Universitat Complutense (2003).
És autor de La modernización económica en la España de Alfonso (2002), a més de dirigir obres com Santiago Alba. Un programa de reforma económica en la España del primer tercio del siglo XX (1989), al costat de Mercedes Cabrera o Francisco Comín Comín.

## Obres
- Información de la sociedad capitalista en España, 1914-1920 (Madrid, 1973)
- Economía española de la transición y la democracia (Madrid, 1990)
- Lecciones de economía española (Madrid, 4.ª ed., 1999)
- Estructura económica de Madrid (Madrid, 1999)
- Un siglo de España. Economía (1999)
- Franquismo: el juicio de la historia (dues edicions: 2001 i 2005)
- La modernización económica de la España de Alfonso XIII (2002)
- La España del siglo XX (dues edicions, 2003 i 2007)
- Las cuentas de la Economía Social. El Tercer Sector en España (2004)
- Economía del español. Una introducción (dues edicions: 2007 i 2008)
- España y Europa (2008)
- Las cuentas de la Economía Social. Magnitudes y financiación del Tercer Sector en España, 2005 (2009)